# Mongatium
Mongatium es el nombre en latín de una fortaleza que se hallaba situada en la villa de Mongats o Monkats o Mongatz, Alta Hungría, en el condado de Pereczas, situada a la corriente "Totza", entre Vngwas y Zatmar, a 25 leguas de Tokai.
Agregose a la escolta de Amalia un cuantióso número de Húngaros. Tomaron cuantas provisiones había en los pueblos de su paso, para impedir que ellas se utilizasen por los imperiales, y se encaminaron con toda diligencia hácia Montgatz, plaza situada sobre una escarpada roca é inaccesible por todos los lados (cita sacada de la obra Los Barones de Felsheim:...., Madrid: Imprenta de Sancha, 1823, tomo Segundo; autor: Pigault-Lebrun).

## Características
- Estaba situada sobre una roca escarpada
- Tenía una ciudadela
- Estaba compuesta tres castillos que se comunicaban entre ellos: el primero y más elevado mandaba al segundo y éste al tercero
- Todos ellos estaban encerrados en una fosa labrada en la misma roca y se pasaba de un castillo a otro por tres puentes
- La villa estaba rodeada de una gran laguna y era la fortaleza casi inexpugnable por estar fortalecida, así por arte, como por naturaleza

## Princesa Ragotski

### Sitio
La princesa Ragotski, esposa del conde de Teleki, mandando ella misma en esta fortaleza, la defendió con todo el valor posible contra un potente ejército imperial, de suerte que los imperiales se vieron precisados en levantar el sitio que le habían puesto.

### Bloqueo
No obstante, al cabo de un bloqueo de muchos años, hallándose por fin imposibilitada la princesa Ragotski a pagar sus tropas, en cuyos pagamentos había consumido todo su caudal y empeñado todas sus joyas a los polacos, se vio precisada por enero de 1688 a entrar en capitulación, tomando el dinero del conde Caratsa que mandaba las tropas imperiales, para hacer su viaje a Viena

### Artículos de la Capitulación
En consecuencia de los artículos de la capitulación, se obligó a la princesa a lo siguiente:
- Vivir libremente y pacíficamente con sus hijos
- Sin poder no obstante salir de Viena sin permiso de su Majestad Imperial
- Sin poder escribir al conde de Teleki, su marido

### Recuperación
Recuperó la fortaleza el príncipe Ragotski en 1704